# Mistrzostwa Polski w Łucznictwie 2020
Mistrzostwa Polski w Łucznictwie 2020 – 84. edycja mistrzostw, która odbyła się w dniach 11–13 września 2020 roku na torach łuczniczych Strzelca Legnica w Legnicy.

## Medaliści

### Strzelanie z łuku klasycznego
| Konkurencja           | Złoto                                                               | Srebro                                                                       | Brąz                                                                               |
| Indywidualne mężczyzn | Sławomir Michalak (ROKiS Radzymin)                                  | Arkadiusz Smoliński (Zryw Dobrcz)                                            | Michał Basiuras (Społem Łódź)                                                      |
| Indywidualne mężczyzn | Sławomir Michalak (ROKiS Radzymin)                                  | Arkadiusz Smoliński (Zryw Dobrcz)                                            | Kacper Sierakowski (Marymont Warszawa)                                             |
| Indywidualne kobiet   | Magdalena Śmiałkowska (Społem Łódź)                                 | Sylwia Zyzańska (Łucznik Żywiec)                                             | Wioleta Myszor (Łucznik Żywiec)                                                    |
| Indywidualne kobiet   | Magdalena Śmiałkowska (Społem Łódź)                                 | Sylwia Zyzańska (Łucznik Żywiec)                                             | Natalia Leśniak (Łucznik Żywiec)                                                   |
| Drużynowo mężczyzn    | Społem Łódź I Michał Basiuras Kamil Siczek Marek Szafran            | Marymont Warszawa I Sławomir Napłoszek Kacper Sierakowski Piotr Starzycki    | Surma Poznań I Ryszard Janiszewski Mateusz Malak Mateusz Ogrodowczyk               |
| Drużynowo mężczyzn    | Społem Łódź I Michał Basiuras Kamil Siczek Marek Szafran            | Marymont Warszawa I Sławomir Napłoszek Kacper Sierakowski Piotr Starzycki    | Łucznik Żywiec I Konrad Kupczak Piotr Piątek Grzegorz Śliwka Michał Rytlewski      |
| Drużynowo kobiet      | Społem Łódź I Martyna Kalwinek Dominika Nowak Magdalena Śmiałkowska | Łucznik Żywiec I Natalia Leśniak Wiolate Myszor Sylwia Zyzańska Joanna Rząsa | Czarna Strzała Bytom I Natalia Michalska Martyna Stach Klaudia Szmit               |
| Drużynowo kobiet      | Społem Łódź I Martyna Kalwinek Dominika Nowak Magdalena Śmiałkowska | Łucznik Żywiec I Natalia Leśniak Wiolate Myszor Sylwia Zyzańska Joanna Rząsa | Talent Wrocław I Weronika Goclon Adrianna Trzebińska Łucja Wesołowska Marta Smolak |
| Drużynowo mieszane    | Społem Łódź I Magdalena Śmiałkowska Michał Basiuras                 | Zryw Dobrcz Anna Tobolewska Arkadiusz Smoliński                              | Marymont Warszawa II Zuzanna Bączyk Sławomir Napłoszek                             |
| Drużynowo mieszane    | Społem Łódź I Magdalena Śmiałkowska Michał Basiuras                 | Zryw Dobrcz Anna Tobolewska Arkadiusz Smoliński                              | Stella Kielce I Aleksandra Baran Mateusz Bucki                                     |